# Ľubovňanské kúpele
Ľubovňanské kúpele jsou rekreačně-lázeňskou osadou v Spišsko-šarišském mezihoří, v podcelku Hromovec, v údolí potoka Ľubovnianka. Osada je místní částí obce Nová Ľubovňa a leží 3,5 km jihovýchodně od centra obce.
V polovině 19. století zde vznikly při čtyřech železito-zemitých minerálních pramenech lázně na léčbu chorob zažívacího traktu. Během 2. světové války lázně zanikly. Lázeňské budovy jsou v současnosti využity pro rekreační účely.
V osadě je také lesopark s dendrologicky pozoruhodnými dřevinami a volně přístupné minerální prameny. Minerální voda se plní do lahví a prodává pod názvem Ľubovnianka. Za osadou je lyžařský areál se třemi lyžařskými vleky.
Je zde zřízena naučná stezka se šesti zastávkami, vedoucí částí historického lesoparku. Na panelech informuje o historii lázní, okolní flóře a fauně a o cenných dřevinách (jediné čtyři exempláře borovice pyrenejské na Slovensku, přičemž jedna z nich má až 11 kmenů). V umělém jezírku se vyskytuje čolek karpatský.
Samotné lázně jsou jakoby ukryté v klíně okolních, nepříliš vysokých kopců. Za nimi jsou položeny malebné obce, z nichž každá skrývá pro návštěvníka něco zajímavého. Osada leží 2 km od hlavní silnice I / 68 spojující města Stará Ľubovňa - Prešov a je východiskem žluté turistické trasy vedoucí do obce Nová Ľubovňa a dále do obce Nižné Ružbachy.